# Asbolia micans
Asbolia micans är en fjärilsart som beskrevs av Heinrich Benno Möschler 1872. Asbolia micans ingår i släktet Asbolia och familjen snigelspinnare. Inga underarter finns listade i Catalogue of Life.